# Swainsona stipularis
Swainsona stipularis är en ärtväxtart som beskrevs av Ferdinand von Mueller. Swainsona stipularis ingår i släktet Swainsona och familjen ärtväxter. Inga underarter finns listade i Catalogue of Life.